# Campionato italiano di pugilato professionisti maschile dei pesi superleggeri
Il Campionato italiano di pugilato pesi superleggeri organizzato dalla FPI, è la massima competizione pugilistica in Italia riservata ai pugili professionisti il cui peso è compreso tra 61,235 e 63,502 kg. Gli atleti vincitori si fregiano del titolo di campione d'Italia dei pesi superleggeri.
La prima edizione si svolse a Mestre il 29 novembre 1963, quando Sandro Lopopolo sconfisse Franco Caruso per ai punti su 12 riprese.

## Albo d'oro pesi superleggeri

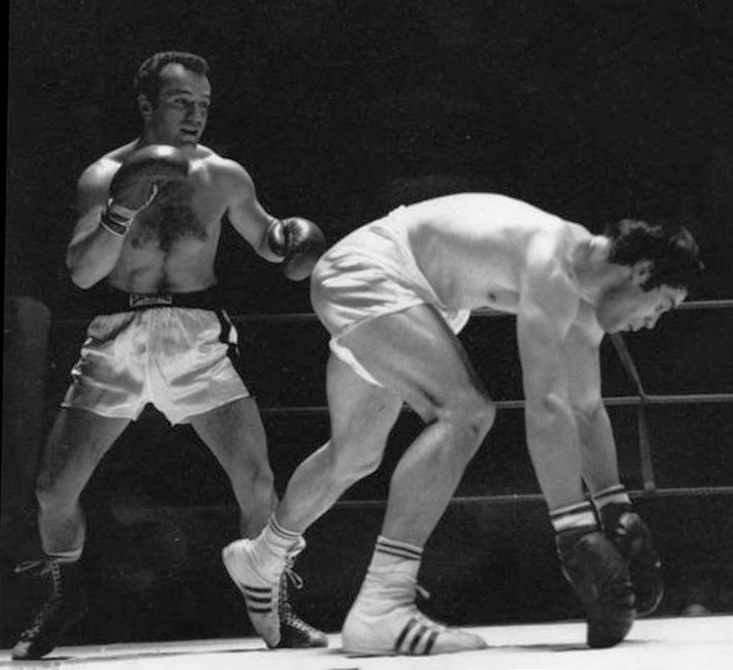
Sandro Lopopolo, vincitore del primo titolo italiano dei pesi superleggeri

| Ed. | Data       | Luogo                | Campione              |             | Sfidante              |
| --- | ---------- | -------------------- | --------------------- | ----------- | --------------------- |
| 1   | 29-11-1963 | Venezia              | Sandro Lopopolo       | PT 12       | Franco Caruso         |
| 2   | 28-06-1964 | Saint-Vincent        | Sandro Lopopolo       | PT 12       | Giordano Campari      |
| 3   | 25-07-1964 | Senigallia           | Sandro Lopopolo       | PT 12       | Massimo Consolati     |
| 4   | 24-09-1964 | Treviso              | Piero Brandi          | PT 12       | Sandro Lopopolo       |
| 5   | 06-01-1965 | Rimini               | Piero Brandi          | PARI 12     | Efrem Donati          |
| 6   | 13-03-1965 | Genova               | Sandro Lopopolo       | KOT (AB) 8  | Piero Brandi          |
| 7   | 14-12-1965 | Ascoli Piceno        | Sandro Lopopolo       | PT 12       | Romano Bianchi        |
| 8   | 10-08-1966 | Senigallia           | Massimo Consolati     | KOT (IM) 10 | Bruno Arcari          |
| 9   | 18-09-1966 | Verona               | Massimo Consolati     | PT 12       | Giulio Graziani       |
| 10  | 07-12-1966 | Genova               | Bruno Arcari          | SQ 7        | Massimo Consolati     |
| 11  | 22-02-1967 | Genova               | Bruno Arcari          | PT 12       | Efrem Donati          |
| 12  | 05-07-1967 | Arenzano             | Bruno Arcari          | KOT (AB) 1  | Romano Bianchi        |
| 13  | 06-09-1967 | Acqui Terme          | Bruno Arcari          | KOT (AB) 4  | Pietro Vargellini     |
| 14  | 09-08-1968 | Livorno              | Romano Fanali         | KOT 2       | Bruno De Pace         |
| 15  | 29-01-1969 | Ancona               | Romano Fanali         | PARI 12     | Massimo Consolati     |
| 16  | 14-05-1969 | Livorno              | Romano Fanali         | KOT (IM) 7  | Ermanno Fasoli        |
| 17  | 17-09-1969 | Cecina               | Ermanno Fasoli        | KOT (IM) 6  | Romano Fanali         |
| 18  | 15-05-1970 | Reggio Emilia        | Ermanno Fasoli        | PT 12       | Piero Cerù            |
| 19  | 22-07-1970 | Saint-Vincent        | Ermanno Fasoli        | PT 12       | Italo Duranti         |
| 20  | 26-09-1970 | Bergamo              | Ermanno Fasoli        | PT 12       | Romano Fanali         |
| 21  | 12-12-1970 | Cantù                | Ermanno Fasoli        | PT 12       | Bruno Melissano       |
| 22  | 05-03-1971 | Cantù                | Piero Cerù            | KOT 7       | Ermanno Fasoli        |
| 23  | 30-07-1971 | Carrara              | Piero Cerù            | PT 12       | Romano Fanali         |
| 24  | 27-10-1971 | Sanremo              | Piero Cerù            | PT 12       | Nicola D’Orazio       |
| 25  | 01-03-1972 | Viareggio            | Piero Cerù            | KO 10       | Bruno Freschi         |
| 26  | 12-08-1972 | Carrara              | Romano Fanali         | KOT 5       | Piero Cerù            |
| 27  | 10-01-1073 | Enna                 | Romano Fanali         | KO 11       | Tommaso Marocco       |
| 28  | 20-06-1973 | Caorle               | Piero Cerù            | PT 12       | Romano Fanali         |
| 29  | 08-09-1973 | Priverno             | Piero Cerù            | PARI 12     | Tommaso Marocco       |
| 30  | 27-10-1973 | Viareggio            | Piero Cerù            | PT 12       | Giuseppe Minotti      |
| 31  | 30-03-1974 | Viareggio            | Piero Cerù            | PT 12       | Giorgio Braconi       |
| 32  | 25-09-1974 | Forni di Sopra       | Bruno Freschi         | KOT (IM) 2  | Ernesto Bergamasco    |
| 33  | 28-03-1975 | Udine                | Bruno Freschi         | KO 7        | Piero Cerù            |
| 34  | 20-06-1975 | Udine                | Bruno Freschi         | KOT (AB) 2  | Piero Meraviglia      |
| 35  | 17-09-1975 | Livorno              | Romano Fanali         | KOT (IM) 6  | Bruno Freschi         |
| 36  | 14-02-1976 | Forlì                | Primo Bandini         | PT 12       | Romano Fanali         |
| 37  | 24-07-1976 | Rimini               | Primo Bandini         | PT 12       | Efisio Pinna          |
| 38  | 25-03-1977 | Udine                | Bruno Freschi         | KOT 8       | Giambattista Capretti |
| 39  | 24-08-1977 | Grado                | Giuseppe Martinese    | KOT (AB) 8  | Bruno Freschi         |
| 40  | 21-10-1977 | Milano               | Giuseppe Martinese    | PT 12       | Giancarlo Barabotti   |
| 41  | 03-02-1978 | Milano               | Giuseppe Martinese    | KOT 8       | Ernesto Bergamasco    |
| 42  | 07-04-1978 | Senigallia           | Giuseppe Martinese    | KOT (IM) 8  | Giuseppe Corbo        |
| 43  | 28-07-1978 | Senigallia           | Giuseppe Martinese    | KOT (AB) 8  | Efisio Pinna          |
| 44  | 09-02-1979 | Milano               | Giuseppe Martinese    | KOT 10      | Giuseppe Corbo        |
| 45  | 11-05-1979 | Senigallia           | Giuseppe Martinese    | NC 6        | Francesco Gallo       |
| 46  | 14-07-1979 | Fabriano             | Giuseppe Martinese    | PT 12       | Luciano Navarra       |
| 47  | 29-08-1979 | Iseo                 | Giuseppe Martinese    | PT 12       | Giuseppe Russi        |
| 48  | 26-10-1979 | Chivasso             | Giuseppe Martinese    | PT 12       | Francesco Gallo       |
| 49  | 30-01-1980 | Viterbo              | Giuseppe Martinese    | KOT 2       | Luciano Navarra       |
| 50  | 02-07-1980 | Bitonto              | Giuseppe Martinese    | KOT 3       | Patricio Burini       |
| 51  | 20-12-1980 | Torino               | Luciano Navarra       | PT 12       | Francesco Marcello    |
| 52  | 02-05-1981 | Agnone               | Giuseppe Martinese    | PT 12       | Luciano Navarra       |
| 53  | 12-08-1981 | Senigallia           | Giuseppe Russi        | KOT (IM) 4  | Giuseppe Martinese    |
| 54  | 04-11-1981 | Ischia               | Patrizio Oliva        | KO 2        | Giuseppe Russi        |
| 55  | 17-12-1981 | Ischia               | Patrizio Oliva        | KOT 3       | Antonio Antino        |
| 56  | 11-02-1982 | Napoli               | Patrizio Oliva        | KO 8        | Bruno Simili          |
| 57  | 11-04-1982 | Ischia               | Patrizio Oliva        | PT 12       | Giuseppe Martinese    |
| 58  | 01-09-1982 | Ischia               | Patrizio Oliva        | PT 12       | Luciano Navarra       |
| 59  | 11-03-1982 | Livorno              | Giuseppe Martinese    | KOT (IM) 10 | Bruno Simili          |
| 60  | 17-08-1983 | Conca                | Giuseppe Martinese    | PT 12       | Giovanni Carrino      |
| 61  | 08-02-1984 | Fano                 | Juan José Gimenez     | PT 12       | Giuseppe Martinese    |
| 62  | 03-05-1984 | Taranto              | Juan José Gimenez     | PT 12       | Giovanni Carrino      |
| 63  | 25-05-1984 | Grosseto             | Alessandro Scapecchi  | PT 12       | Juan José Gimenez     |
| 64  | 09-11-1984 | Grosseto             | Alessandro Scapecchi  | KOT (IM) 11 | Giuseppe Martinese    |
| 65  | 24-05-1985 | Grosseto             | Alessandro Scapecchi  | KOT 2       | Giovanni Carrino      |
| 66  | 28-02-1986 | Latina               | Francesco Prezioso    | PT 12       | Salvatore Nardino     |
| 67  | 26-06-1986 | Giulianello          | Alessandro Scapecchi  | PT 12       | Francesco Prezioso    |
| 68  | 21-11-1986 | Campione d’Italia    | Maurizio Ronzoni      | PT 12       | Alessandro Scapecchi  |
| 69  | 28-06-1987 | San Nicola la Strada | Salvatore Nardino     | PT 12       | Francesco Prezioso    |
| 70  | 03-12-1987 | Ferrara              | Salvatore Nardino     | KOT (AB) 7  | Alessandro Scapecchi  |
| 71  | 02-08-1988 | Arezzo               | Efrem Calamati        | KOT (IM) 4  | Salvatore Nardino     |
| 72  | 17-12-1988 | Roseto degli Abruzzi | Guerrino Sorgentone   | KO 6        | Nicola Parrino        |
| 73  | 08-03-1989 | Vasto                | Guerrino Sorgentone   | PT 12       | Luigi La Grasta       |
| 74  | 19-05-1989 | Roseto degli Abruzzi | Salvatore Nardino     | KOT 11      | Guerrino Sorgentone   |
| 75  | 27-01-1990 | Pont-Saint-Martin    | Maurizio Ronzoni      | KOT (IM) 4  | Gianfranco Bronco     |
| 76  | 09-06-1990 | Fano                 | Maurizio Ronzoni      | KOT (IM) 8  | Luigi La Grasta       |
| 77  | 19-01-1991 | Fano                 | Luigi La Grasta       | KOT (AB) 3  | Maurizio Ronzoni      |
| 78  | 03-07-1991 | Pietramontecorvino   | Luigi La Grasta       | KOT (IM) 5  | Maurizio Tralongo     |
| 79  | 21-09-1991 | Salerno              | Bruno Vottero         | KOT (AB) 5  | Luigi La Grasta       |
| 80  | 30-11-1991 | Cuneo                | Efrem Calamati        | KOT 5       | Bruno Vottero         |
| 81  | 14-03-1992 | Arezzo               | Efrem Calamati        | PT 12       | Giuseppe De Palma     |
| 82  | 30-05-1992 | Civitavecchia        | Efrem Calamati        | KO 3        | Mauro Corrente        |
| 83  | 29-01-1993 | Gualdo Tadino        | Efrem Calamati        | PT 12       | Maurizio Tralongo     |
| 84  | 26-03-1993 | Sinalunga            | Efrem Calamati        | PT 12       | Massimo Bertozzi      |
| 85  | 13-08-1993 | Badia Prataglia      | Efrem Calamati        | KOT (IM) 10 | Giuseppe De Palma     |
| 86  | 22-04-1994 | Trecase              | Pasquale Perna        | PT 12       | Maurizio Tralongo     |
| 87  | 23-07-1994 | Sarno                | Pasquale Perna        | PT 12       | Massimo Bertozzi      |
| 88  | 14-12-1994 | Pagliare             | Pasquale Perna        | KOT 7       | Mauro Corrente        |
| 89  | 08-04-1995 | Mercato San Severino | Pasquale Perna        | KOT 5       | Bruno Vottero         |
| 90  | 21-07-1995 | Latina               | Michele Piccirillo    | KO 3        | Franco Palmiero       |
| 91  | 30-05-1997 | Castellammare        | Gianluca Branco       | PT 12       | Francesco Cioffi      |
| 92  | 28-08-1997 | Civitavecchia        | Gianluca Branco       | KO 6        | Antonio Strabello     |
| 93  | 09-05-1998 | Aulla                | Gianluca Branco       | PT 10       | Massimo Bertozzi      |
| 94  | 10-09-1999 | Rubiera              | Christian Giantomassi | KOT 2       | Youssef Belhamra      |
| 95  | 10-12-1999 | Ascoli Piceno        | Massimo Bertozzi      | KOT 5       | Christian Giantomassi |
| 96  | 03-03-2000 | Siracusa             | Salvatore Battaglia   | PT 10       | Massimo Bertozzi      |
| 97  | 07-07-2000 | Deiva Marina         | Salvatore Battaglia   | PT 10       | Massimo Bertozzi      |
| 98  | 22-09-2000 | Parma                | Salvatore Battaglia   | KOT 5       | Christian Giantomassi |
| 99  | 16-12-2000 | Grosseto             | Salvatore Battaglia   | PT 10       | Vincenzo Finzi        |
| 100 | 28-04-2001 | Siracusa             | Salvatore Battaglia   | PT 10       | Vincenzo Finzi        |
| 101 | 14-09-2001 | Patti                | Giuseppe Lauri        | KOT 8       | Franco Palmiero       |
| 102 | 23-12-2001 | Venegono Superiore   | Giuseppe Lauri        | PT 10       | Massimo Bertozzi      |
| 103 | 19-07-2002 | Marina di Grosseto   | Salvatore Battaglia   | PT 10       | Massimo Bertozzi      |
| 104 | 29-11-2002 | Grosseto             | Salvatore Battaglia   | PT 10       | Antonio Mastantuono   |
| 105 | 04-07-2003 | Deiva Marina         | Salvatore Battaglia   | PT 10       | Antonio Mastantuono   |
| 106 | 24-10-2003 | Lastra a Signa       | Salvatore Battaglia   | PT 10       | Antonio Mastantuono   |
| 107 | 14-05-2004 | Latina               | Giuseppe Lauri        | KOT (IM) 9  | Massimo Bertozzi      |
| 108 | 06-05-2005 | Castelvetrano        | Massimo Bertozzi      | PT 10       | Domenico Restuccia    |
| 109 | 12-08-2005 | Grisolia             | Massimo Bertozzi      | PT 10       | Fedele Bellusci       |
| 110 | 21-10-2005 | Bastia Umbra         | Michele Di Rocco      | PT 10       | Massimo Bertozzi      |
| 111 | 17-03-2006 | Grosseto             | Michele Di Rocco      | KOT 7       | Antonio Mastantuono   |
| 112 | 09-06-2006 | Roma                 | Michele Di Rocco      | PARI 10     | Giorgio Marinelli     |
| 113 | 19-07-2007 | Aosta                | Brunet Zamora         | PT 10       | Alfredo Di Feto       |
| 114 | 12-10-2007 | Nuvolera             | Brunet Zamora         | KOT 3       | Emanuele De Prophetis |
| 115 | 17-04-2009 | Udine                | Emanuele De Prophetis | PT 10       | Alfredo Di Feto       |
| 116 | 06-11-2009 | Roma                 | Vittorio Oi           | PT 10       | Alfredo Di Feto       |
| 117 | 24-09-2010 | Parma                | Samuele Esposito      | PT 10       | Alfredo Di Feto       |
| 118 | 18-02-2011 | Ceccano              | Samuele Esposito      | KOT 4       | Marino Bucciarelli    |
| 119 | 24-06-2011 | Avellino             | Samuele Esposito      | KOT 3 (Abb) | Massimo Morra         |
| 120 | 25-11-2011 | Pompei               | Samuele Esposito      | PT 10       | Renato De Donato      |
| 121 | 16-03-2012 | Ancona               | Samuele Esposito      | KOT 3       | Michele Focosi        |
| 122 | 22-06-2012 | Mantova              | Renato De Donato      | PT 10       | Marco Siciliano       |
| 123 | 12-10-2012 | Segrate              | Renato De Donato      | PT 10       | Alfredo Di Feto       |
| 124 | 08-03-2013 | Monza                | Renato De Donato      | IM 6        | Antonio Santoro       |
| 125 | 21-06-2013 | Milano               | Andrea Scarpa         | KOT 7       | Renato De Donato      |
| 126 | 24-01-2015 | Bergamo              | Andrea Scarpa         | PT 10       | Francesco Acatullo    |
| 127 | 20-06-2015 | Milano               | Andrea Scarpa         | KOT 1       | Emanuele De Prophetis |
| 128 | 14-05-2016 | Milano               | Renato De Donato      | PARI 10     | Luciano Randazzo      |
| 129 | 23-07-2016 | Valenza Po           | Luciano Randazzo      | PT 10       | Renato De Donato      |
| 130 | 12-11-2016 | Roma                 | Francesco Lomasto     | PT 10       | Francesco Acatullo    |